# Nålmakare

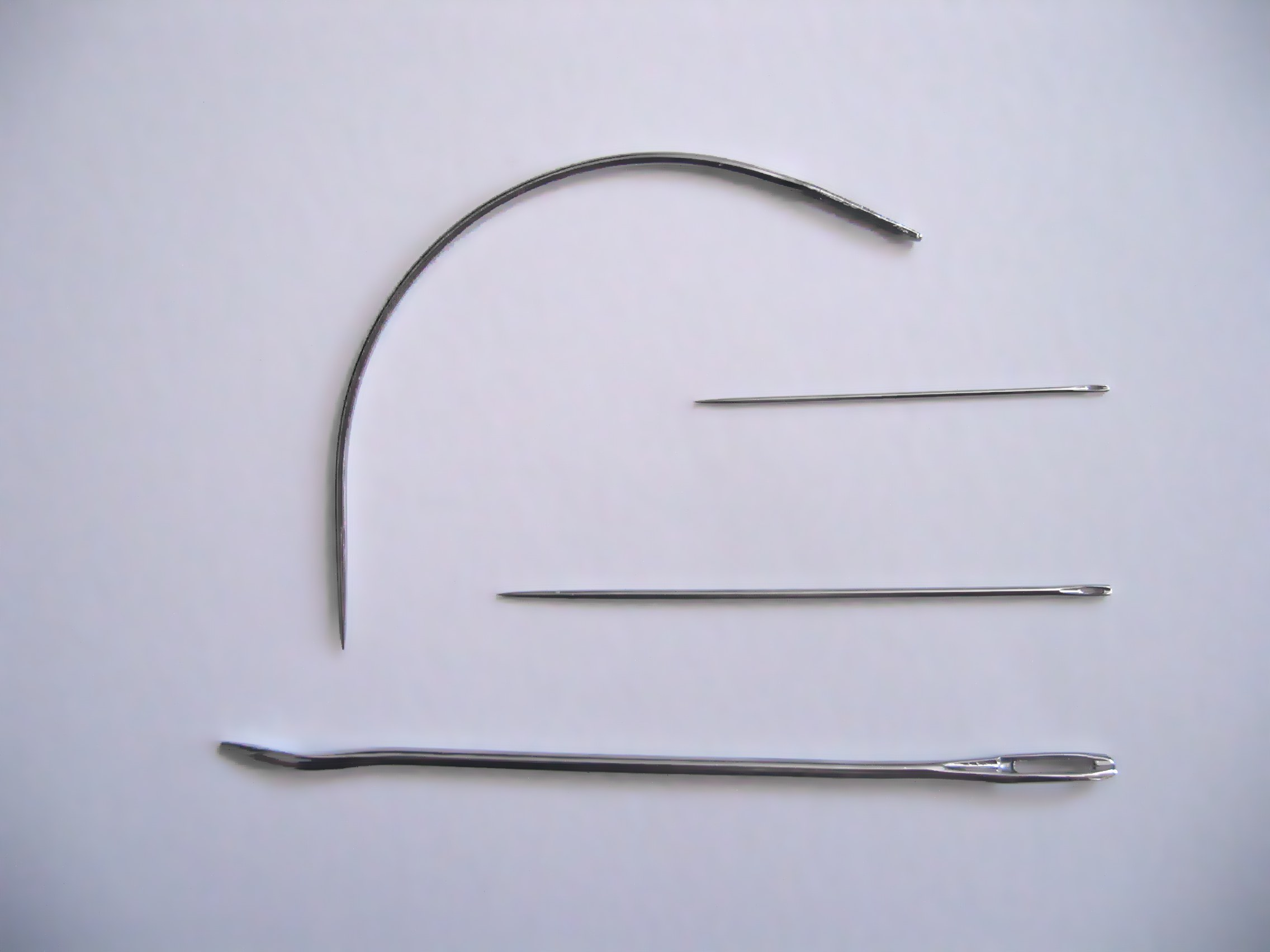
Nålmakare tillverkade nålar.

Nålmakare är ett äldre yrke och skråämbete med anor från 1600-talet. Nålmakare tillverkade sy- och knappnålar av metalltråd (oftast stål- eller järntråd). De tillverkade även hårnålar, strumpstickor och virknålar. Nålmakarens yrkeskunskaper kom också till användning vid tillverkning av trådställningar av metall, så kallade stommar, till lampskärmar som kläddes med textil fram till 1900-talets senare hälft. Nålmakare var därför anställda hos bland annat svenska lampfabriker.